# Place Hradčany
La place Hradčany (en tchèque : Hradčanské náměstí) est une place située près du château de Prague, à Prague, en Tchéquie.

## Caractéristiques
Cette place pittoresque, ennoblie par les constructions baroques qui l'entourent, comporte une colonne de la Peste datant du XVIIIe siècle. Elle constitue depuis toujours la voie d'accès au château. Les édifices qui l'entourent sont le fruit d'une reconstruction entreprise après l'incendie de 1541. Parmi les plus remarquables :
- palais Schwarzenberg, de style Renaissance italienne ;
- palais Archépiscopal, de style baroque ;
- palais Sternberg, de style baroque ;
- palais Martinic, de style Renaissance ;

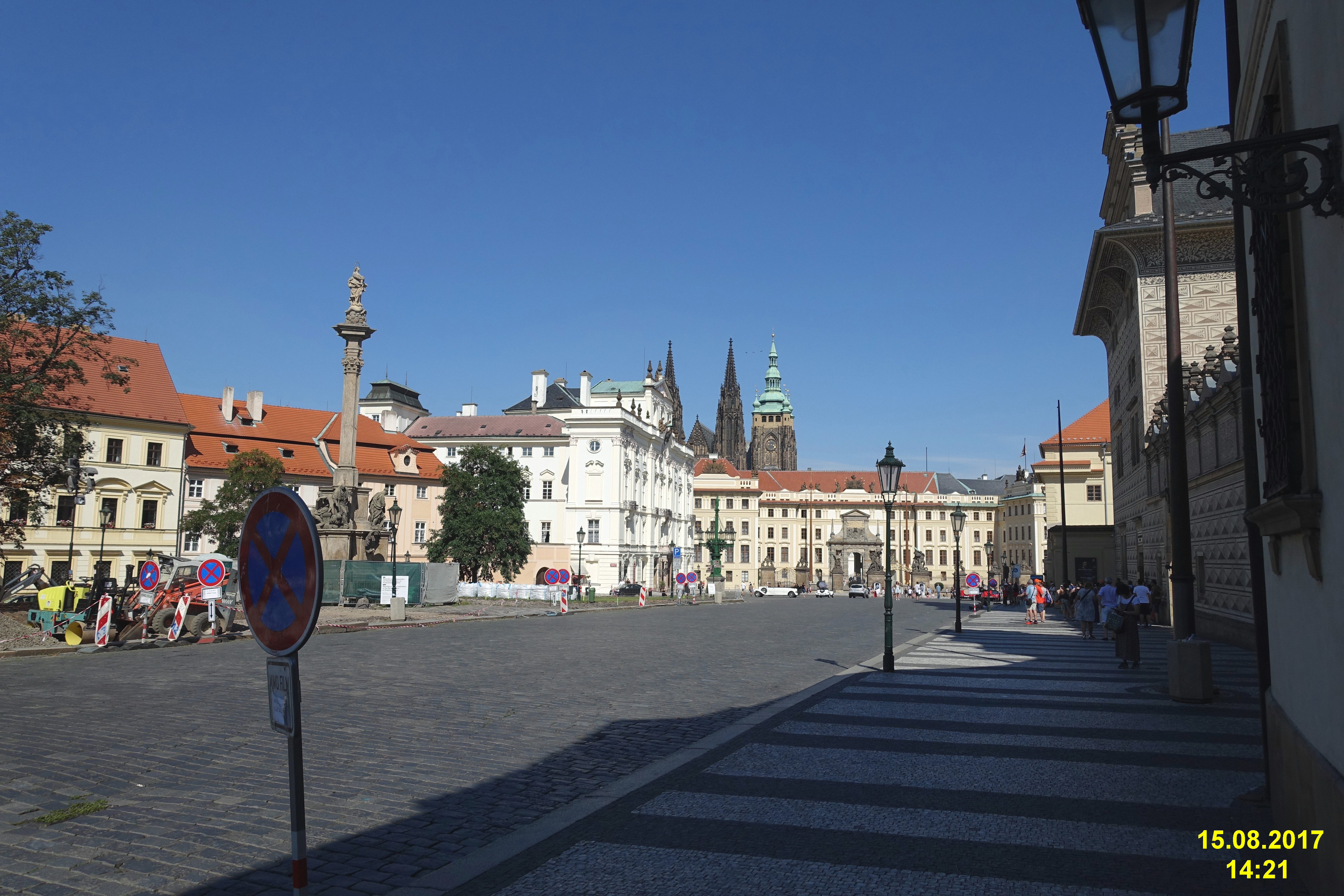
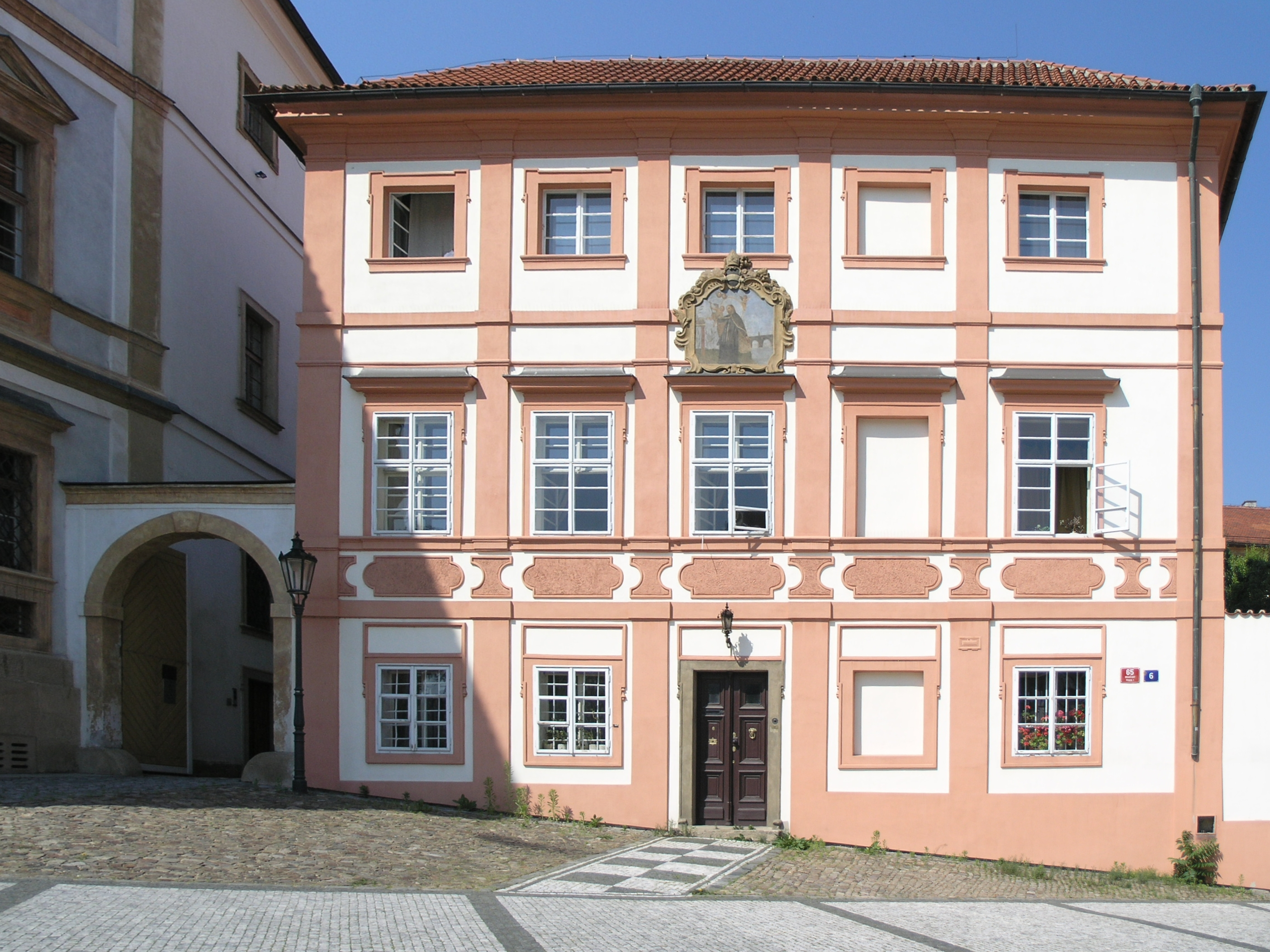
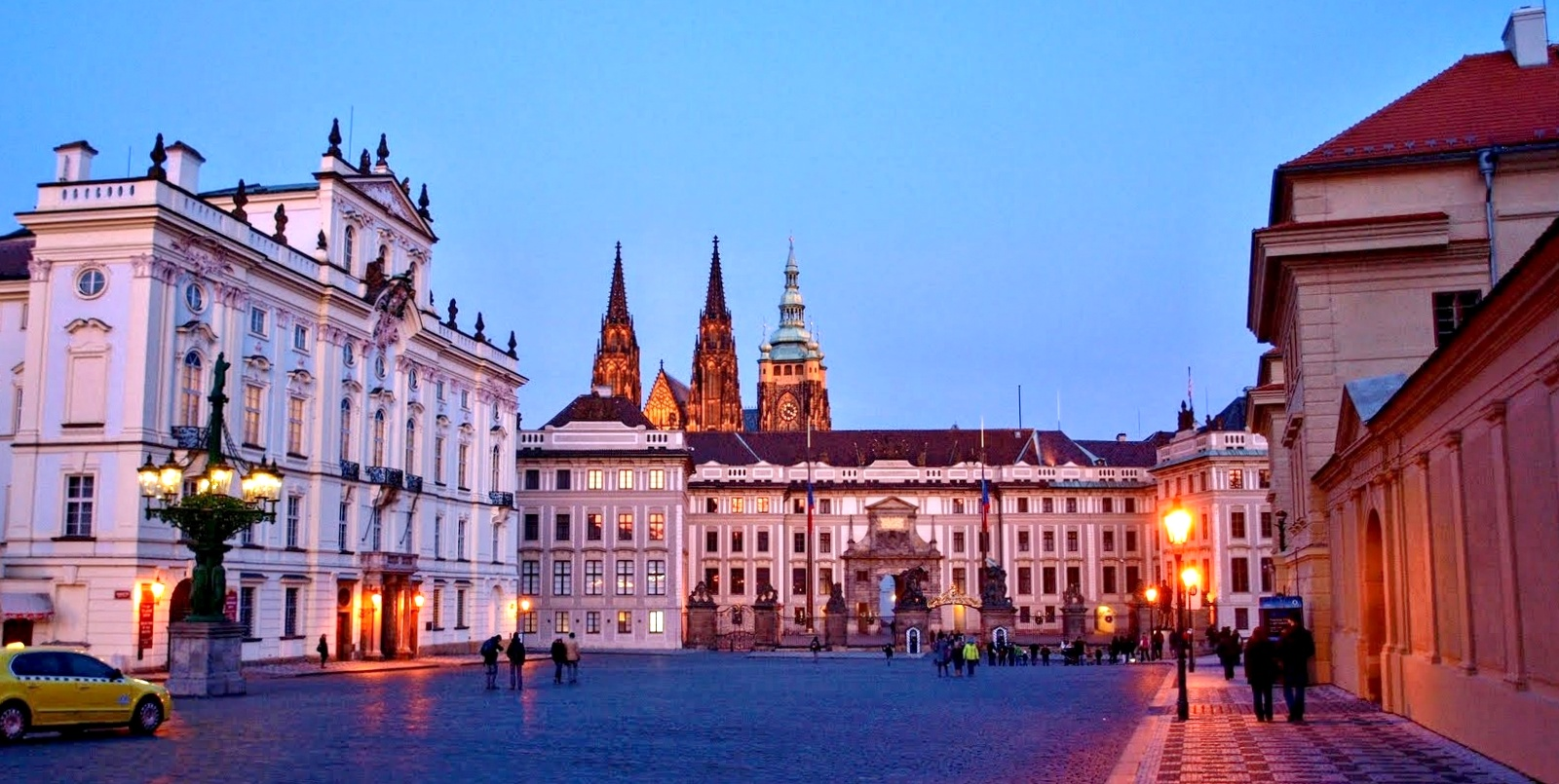
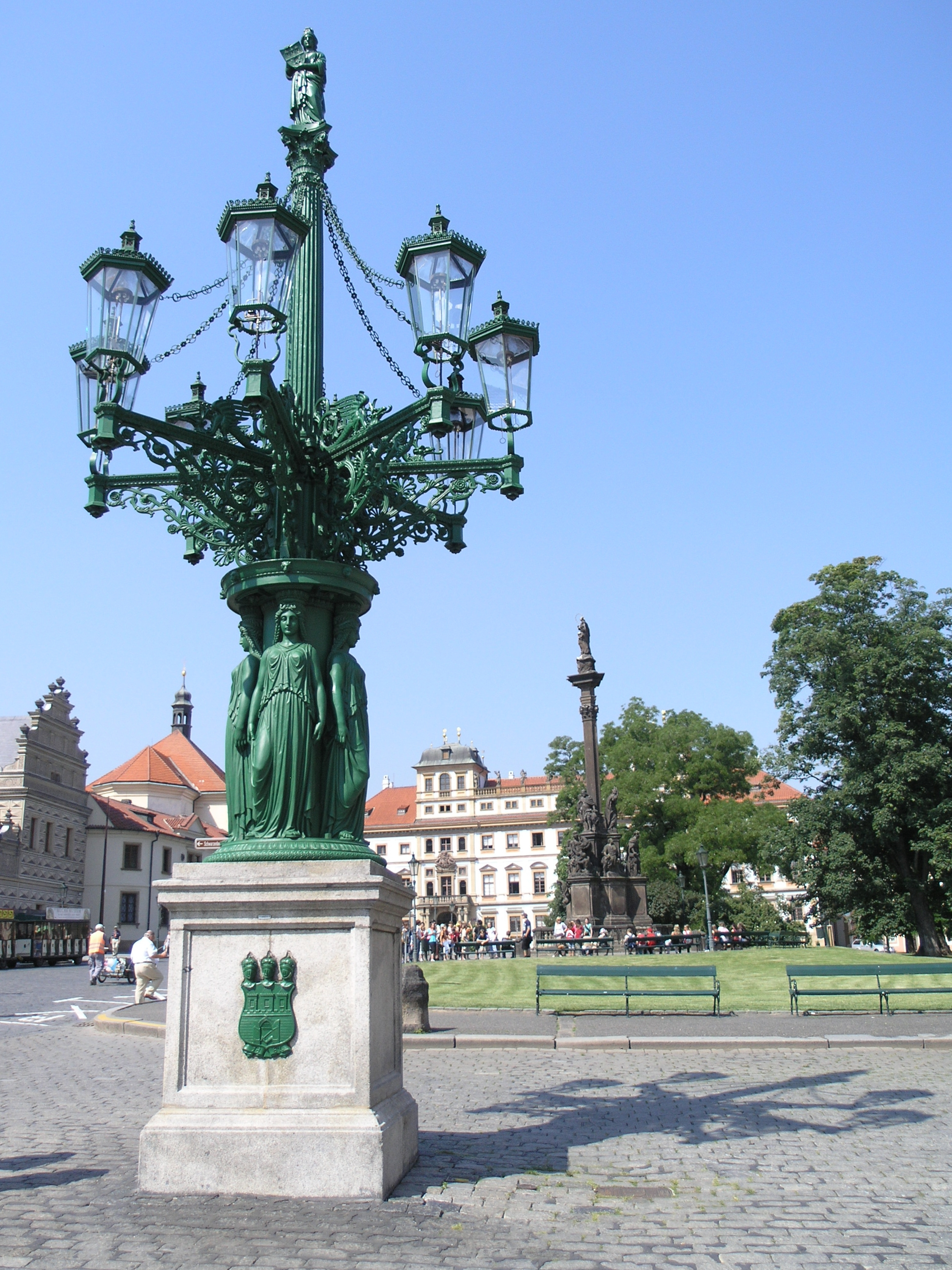
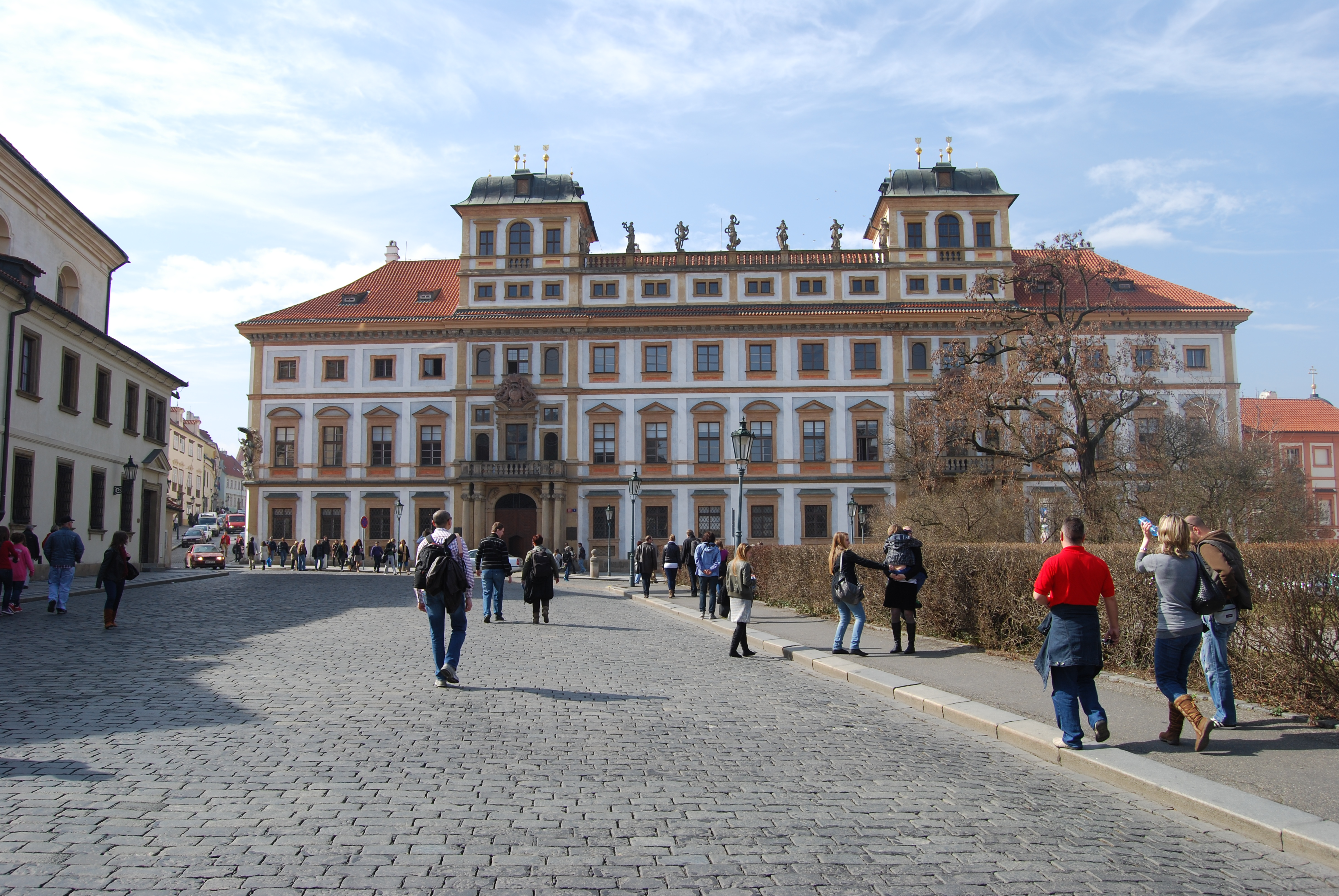
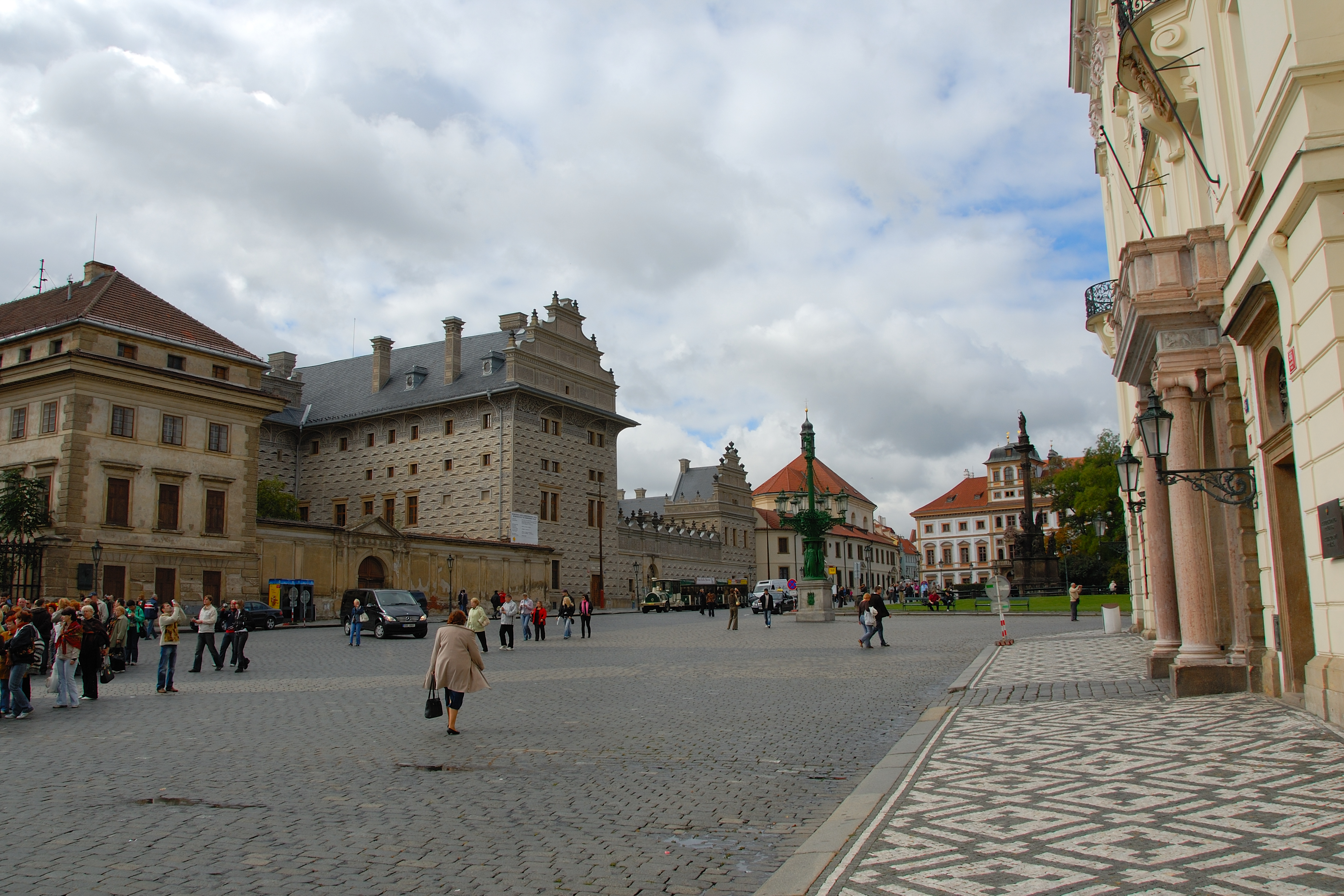

- palais Toscan, de style baroque ;
- palais Salm, de style baroque ;
- palais de Saxe-Lauenbourg.

## Évènements
La place remplit également d’importantes fonctions sociales. En plus du tourisme très fréquenté, il y a souvent aussi des visites officielles d’État et d’autres évènements. Par exemple, la course de ski de fond de la coupe du monde a eu lieu sur la place en décembre 2007 ou en avril 2009, lorsque le président américain Barack Obama a prononcé un discours lors d’une visite d’État officielle en République tchèque.
Le 23 décembre 2011, le cortège funèbre de Václav Havel a traversé la place. Le public pouvait ensuite assister aux funérailles elles-mêmes dans la cathédrale Saint-Guy sur des projections grand écran sur la place et la deuxième cour du château.
En 2018 et 2019, des manifestations contre la politique du président Miloš Zeman ont eu lieu ici.